# Maclyn McCarty
Maclyn McCarty (1911 – 2005) va ser un genetista estatunidenc.
Maclyn McCarty va dedicar la seva vida a la ciència mèdica estudiant els organismes de les malalties infeccioses, és ben conegut per la seva part important en el descobriment que és l'ADN,en lloc de les proteïnes, el constituent de la naturalesa química d'un gen. McCarty va ser el més jove dels membres de l'equip de recerca científica del conegut Experiment d'Avery–MacLeod–McCarty), el qual també inclou a Oswald T. Avery i a Colin MacLeod.